# Şendreni
Şendreni é uma comuna romena localizada no distrito de Galaţi, na região de Moldávia. A comuna possui uma área de 47.34 km² e sua população era de 3392 habitantes segundo o censo de 2007.